# Лодка Халкетта

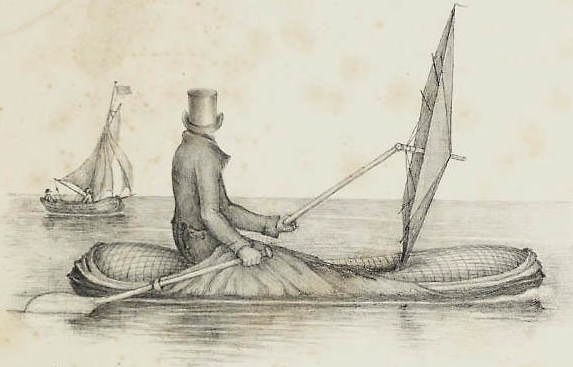
Лодка-плащ Халкетта

Лодка Халкетта — вид лёгкой надувной лодки, сконструированный британским лейтенантом Питером Халкеттом (1820—1885) в 1840-х годах. Халкетт интересовался трудностями путешествия в канадской Арктике и проблемой создания лодок, достаточно лёгких для переноски по труднопроходимой местности и достаточно крепких для использования в экстремальных погодных условиях.
Первой конструкцией Халкетта была разборная надувная лодка из ткани, пропитанной резиной. Разобранную лодку можно было надеть в качестве плаща, вёсла и парус использовать как трость и зонт соответственно. За этой последовала другая конструкция — двухместная лодка, в разобранном виде достаточно компактная, чтобы уместиться в рюкзаке, способная служить в качестве водонепроницаемого одеяла.
Несмотря на тёплые отзывы исследователей Канады, конструкции Халкетта не получили широкого распространения. Халкетт так и не смог убедить Королевский флот в их полезности для военно-морской службы. Попытки продавать их охотникам и рыболовам были коммерчески неудачными. До наших дней сохранился только один экземпляр — лодка, принадлежавшая оркнейскому исследователю Джону Рею.

## Питер Халкетт
Питер Халкетт служил лейтенантом в Королевском флоте в 1840-х годах. Его отец — Джон Халкетт, директор Компании Гудзонова залива, жил много лет в Канаде, затем вернулся в Англию. Уже в молодости Питер Халкетт заинтересовался исследованием канадской Арктики. Он проявлял особый интерес к катастрофической экспедиции Джона Франклина через реку Коппермайн в 1819—1822 годах.

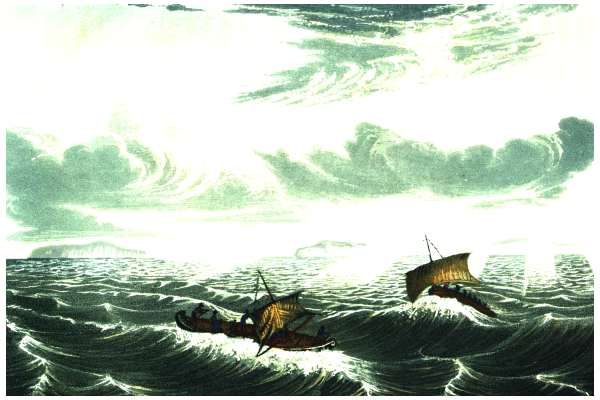
Крушение каноэ Франклина внушило Халкетту искать более надёжную и лёгкую альтернативу традиционным деревянным лодкам.

Трёхлетнее исследование Франклином северного побережья Канады в поисках Северо-Западного прохода кончилось катастрофой и обвинениями в убийстве и каннибализме. Погибло одиннадцать из двадцати членов группы, уцеплевшие были вынуждены питаться лишайниками, своими сапогами, и остатками гнилых туш, брошенных волками. Группа осталась на мели не на той стороне реки Коппермайн после уничтожения их лодок в буре. Джон Ричардсон попытался поплыть к безопасности и пострадал от тяжелой гипотермии. Один из членов группы соорудил небольшое каноэ из парусины и ивы, на котором оставшиеся в живых были вынуждены переправляться через реку по одному.
Халкетт, будучи изобретателем-любителем, служил во флоте, а в свободное время работал над проектом лодки, которая будет достаточно небольшой и лёгкой для пешей транспортировки и достаточно крепкой для безопасной перевозки людей через широкие водные пространства. Его идея заключалось в том, что все составные части лодки должны служить предметами одежды или амуниции, которые пользователь носит в любом случае.

## Лодка-плащ

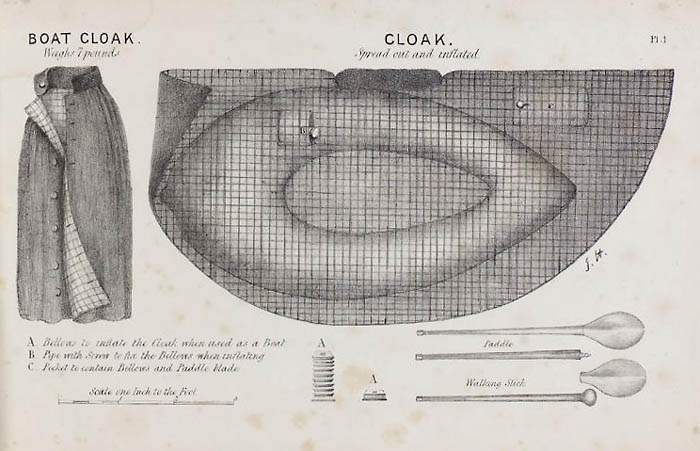
Лодка-плащ Халкетта, свернутая как плащ и развернутая как надувная лодка

Халкетт сконструировал водонепроницаемый плащ на основе ранней формы макинтоша — плаща из хлопчатобумажной ткани, пропитанной каучуком с использованием лигроина в качестве растворителя. Подкладка плаща содержала герметичное водонепроницаемое надувное кольцо яйцевидной формы, разделённое на четыре герметичных секции для защиты от прокола, и карман, в который помещались лопасть весла и небольшие меха. Владелец плаща носил трость, служившую древком весла, и большой зонтик, служивший также как парус. Комплект из плаща и принадлежностей весил около 7½ фунтов (3,4 кг) и мог быть надут за 3-4 минуты. Собранная из плаща лодка могла выдержать вес от шести до восьми человек.
В начале 1844 года Халкетт успешно испытал прототип лодки-плаща на Темзе, проплыв на ней без протечек 15 км. Плавание удалось несмотря на то, что, по его словам, «ему встречались, обгоняли, и почти сталкивались с ним снующие туда и сюда речные суда, вызывавшие немалый переполох в мутных водах реки». Ободрённый успехом, Халкетт взял прототип лодки-плаща на морскую службу, используя её при всякой возможности в различных условиях моря. В ноябре 1844 года Халкетт надеялся испытать лодку-плащ при плохой погоде в бурных водах Бискайского залива, но погода была необычайно спокойной. Он был вынужден снять зонтик и весло, вспоминая позднее, что «ветры в тот день были в два раза спокойней обычных и беспокойный залив почти совсем затих». Лодка-плащ была положительно оценена путешественниками: Джон Ричардсон (который чуть не умер во время экспедиции 1819—1822 годов на Коппермайне) писал, что «Если бы мы имели такое приспособление в нашей первой экспедиции, я не сомневаюсь, что мы вернулись всей группой благополучно».

## Лодки Халкетта в канадской Арктике

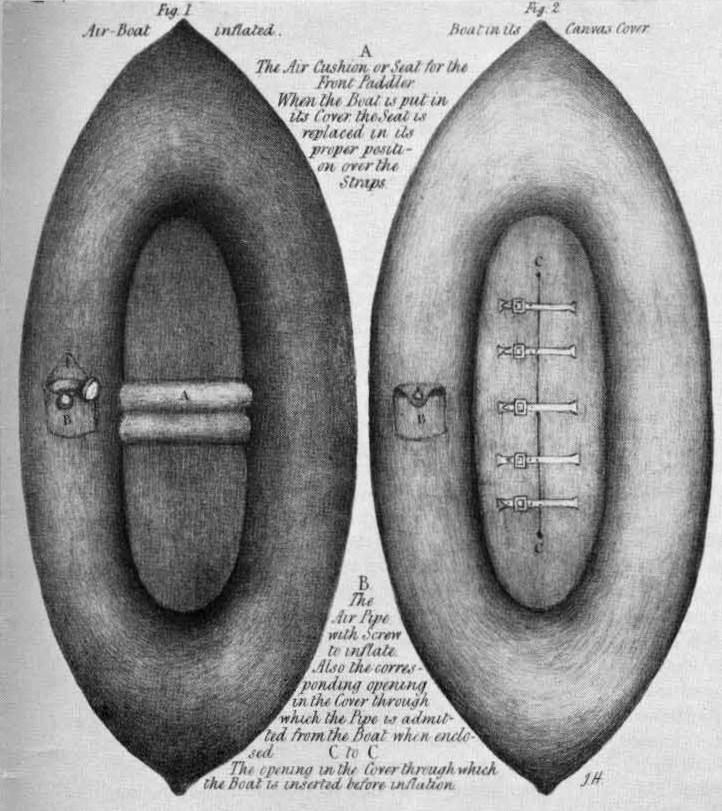
Двухместная лодка Халкетта с брезентом и без него

Вдохновленный успешным испытанием лодки-плаща, Халкетт сконструировал бо́льшую версию, которая могла складываться в мешок. Будучи собранной, она могла нести двоих людей, гребущих каждый своим веслом. Будучи разобранной, лодка могла быть использована в качестве водонепроницаемого одеяла, позволявшего разбить лагерь на мокрой земле. Британское Адмиралтейство скептически отнеслось к потенциальному применению конструкций Халкетта: 8 мая 1845 года лорд Герберт, первый секретарь Адмиралтейства, написал Халкетту, что «мои лорды такого мнения, что ваше изобретение очень ловко и гениально, и что оно может быть полезным в исследовательских и землемерных экспедициях, но не считают, что оно может быть применимо к общим целям военно-морской службы».

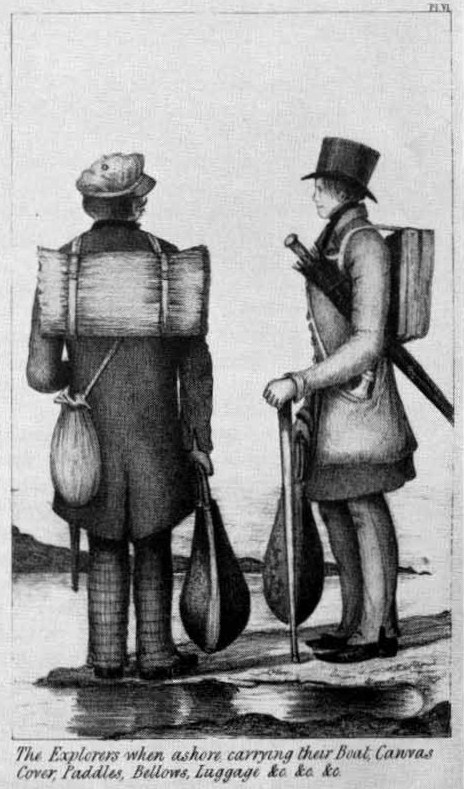
Разобранная двухместная лодка Халкетта, вёсла и зонтик-парус

Несмотря на оценку Адмиралтейства, конструкция Халкетта была очень хорошо принята исследователями. Джон Франклин купил одну, чтобы взять её с собой в злополучную экспедицию 1845 года, весь экспедиционный отряд которой пропал со всеми 129 людьми и двумя судами. Франклин считал лодки Халкетта столь необходимыми для поездок в Канаде, что дал лодку, предназначенную для своей экспедиции, сэру Джорджу Симпсону — главному губернатору Земли Руперта, для использования в поездках в том районе. Он заказал Халкетту другую лодку, которая успела прибыть до начала экспедиции, ставшей для Франклина последней.
Оркнейский хирург Джон Рей, известный инуитам под именем ᐊᒡᓘᑲ (Аглука, «тот, кто ходит большими шагами»), работал в Компании Гудзонова залива и стал землемером в канадской Арктике. В отличие от большинства европейцев того времени, Рей считал, что местные жители знали, как лучше справиться с экстремальными погодными условиями. Он путешествовал по-эскимосски на санях и снегоступах, спал в снежных иглу. Рэй взял лодку Халкетта в свою первую экспедицию в 1846 году, сообщая, что она была «весьма полезна на переправе через реку в заливе Репульса», и что, «несмотря на постоянное использование свыше шести недель на скалистом побережье, она никогда не требовала ни малейшего ремонта» и «должна стать частью оборудования каждой экспедиции».
Стремясь выяснить, что сталось с судами и людьми экспедиции Франклина, в 1848 году Королевский флот направил поисковую группу во главе с Джоном Ричардсоном и Джоном Реем, также оснащённую лодкой Халкетта, предоставленной правительством. Группа не смогла найти Франклина, но нашла лодку Халкетта бесценной, однажды использовав единственную лодку для переправы группы через реку за четырнадцать поездок. Рей отметил, что, хотя резина лодки становилась жесткой от холода, было нетрудно греть и смягчать её, когда это было нужно. Лодки Халкетта также применялись в 1848 году во время следующей поисковой экспедиции (экспедиция Росса) на корабле «Энтерпрайз», в ходе которой лодки успешно использовались для рыбной ловли.

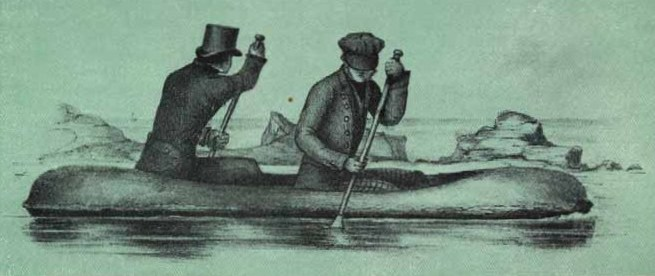
Двухместная лодка Халкетта во время использования

В 1851 году французский исследователь Жозеф Рене Белло предпринимал ещё одну экспедицию в поисках Франклина, профинансированную женой пропавшего путешественника. Белло взял лодку-плащ Халкетта в экспедицию, отметив в своем дневнике, что лодка представляла «огромную ценность в стране, где недостаток дерева исключает возможность конструирования какого-либо плота». Экспедиция Белло не нашла Франклина, и только в 1853 году экспедиция под руководством Рея, также оснащённая «двумя прекрасными лодками Халкетта», встретила группу инуитов, которые рассказали, как четыре года назад видели мужчин, тащащих лодку, а затем нашли их трупы.

## Коммерческий провал
Несмотря на рекламу, называвшую лодку идеально пригодной для рыбной ловли и охоты на уток, и на участие лодки в экспозиции Всемирной выставки 1851 года, конструкции Халкетта не пользовались успехом на рынке и никогда не достигли всеобщего применения вне специализированной области исследования канадской Арктики.
Питер Халкетт дослужился до звания капитана и умер 23 марта 1885 года в возрасте 65 лет. Производство лодок было прекращено после его смерти.
Джон Рей передал свою лодку, принимавшую участие в экспедиции 1853 года, мисс Пис из города Керкуолл, после чего лодка долгое время лежала на стропилах лесного склада в этом городе, где и была найдена много лет спустя. В настоящее время этот единственный сохранившийся до нашего времени экземпляр выставлен в музее города Стромнесс на Оркнейских островах.
Во второй половине XX века получили распространение сверхлёгкие надувные плавсредства — пакрафты, — представляющие собой развитие идей, заложенных в лодке Халкетта.